# سفارة بنما في اليابان
سفارة بنما في اليابان هي أرفع تمثيل دبلوماسي لدولة بنما لدى اليابان. تقع السفارة في Higashi-Azabu ‏ وهي تهدف لتعزيز المصالح البنمية في اليابان.

## وصلات خارجية
- قائمة سفارات بنما
- قائمة السفارات في اليابان